# Syspasis eburnifrons
Syspasis eburnifrons är en stekelart som först beskrevs av Wesmael 1857.  I den svenska databasen Dyntaxa används istället namnet Coelichneumon eburnifrons. Enligt Catalogue of Life ingår Syspasis eburnifrons i släktet Syspasis och familjen brokparasitsteklar, men enligt Dyntaxa är tillhörigheten istället släktet Coelichneumon och familjen brokparasitsteklar. Arten är reproducerande i Sverige. Inga underarter finns listade i Catalogue of Life.